# Инженерно-строительная бригада
Инженерно-строительная бригада — форма организации инженерных войск Красной Армии во время Великой Отечественной войны.
В 1944 году для восстановления промышленных объектов были сформированы две инженерно-строительные бригады. Каждая включала: управление бригады (13 человек, штат № 012/178) и 2-3 инженерно-строительных батальона по 904 военнослужащих и 75 вольнонаёмных (штат № 012/179).

## 11-я инженерно-строительная бригада
Бригада сформирована 13 марта 1944 года в г. Запорожье из личного состава 25, 26 и 36-го управлений оборонительного строительства. В состав бригады вошли: управление бригады, 28, 29 и 30-й инженерно-строительные батальоны. Штатная численность бригады составляла 2725 военнослужащих и 225 вольнонаёмных. Бригада была передана в распоряжение Специального строительно-монтажного управления «Днепрострой» и участвовала в восстановлении Днепровского гидротехнического узла. С момента формирования и до конца войны бригадой командовал подполковник И. П. Павлов.

## Инженерно-строительная бригада по восстановлению Фрунзенской ТЭЦ
В ноябре 1944 года в Москве была сформирована инженерно-строительная бригада, которая была передана в распоряжение Народного комиссариата электростанций и участвовала в восстановлении Фрунзенской ТЭЦ. Бригада состояла из управления бригады и двух инженерно-строительных батальонов. В январе 1946 года бригада была переформирована в военно-строительную бригаду и продолжала восстанавливать теплоэлектроцентраль.
С ноября 1944 года бригадой командовал полковник Перминов, в конце войны — полковник А. А.  Свадковский.